# Мрав пешадинац
„Мрав пешадинац” је је југословенски филм из 1993. године. Режирао га је Славко Татић а сценарио су написали Душан Настасијевић и Мирослав Настасијевић.

## Радња
Црни мрав, војник-пешадинац, уплетен је у вртлог ратних збивања, али и љубави. Он је тип искусног војника-забушанта који не поштује строге војничке норме, али сваки задатак обавља успешно. Црвени мрави под водјством свог неспретног генерала крећу на мравињак црних мрава... Тек на крају рата, црни и црвени мрави дознају да су ратовали због једне тегле пекмеза коју је један краљ поклонио другоме, а која се успут и покварила...

## Улоге
| Глумац            | Улога  |
| ----------------- | ------ |
| Сава Анђелковић   | (глас) |
| Младен Андрејевић | (глас) |
| Љубиша Бачић      | (глас) |
| Нада Блам         | (глас) |
| Бранимир Брстина  | (глас) |
| Милутин Бутковиц  | (глас) |
| Светислав Гонцић  | (глас) |
| Петар Краљ        | (глас) |
| Предраг Лаковић   | (глас) |
| Марија Михајловић | (глас) |
| Зоран Миљковић    | (глас) |

Остале улоге ▼
| Глумац                     | Улога  |
| -------------------------- | ------ |
| Божидар Павићевић Лонга    | (глас) |
| Тамара Павловић            | (глас) |
| Горица Поповић             | (глас) |
| Ана Радаковић              | (глас) |
| Љиљана Шљапић              | (глас) |
| Властимир Ђуза Стојиљковић | (глас) |
| Божидар Стошић             | (глас) |
| Михајло Викторовић         | (глас) |